# 明礼輝三郎

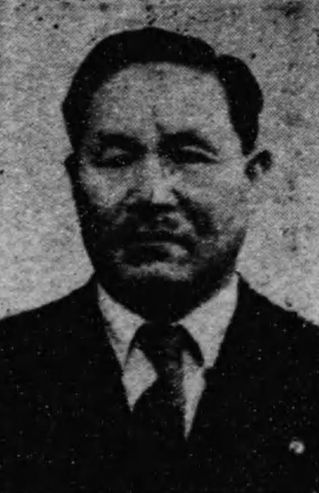
明礼輝三郎

明礼 輝三郎（明禮、みょうれい てるさぶろう、1895年（明治28年）1月5日 ‐ 1954年（昭和29年）12月16日） は、日本の弁護士、政治家。衆議院議員。

## 経歴
愛媛県喜多郡満穂村論田（現内子町）で明礼善助の長男として生まれた。1921年、日本大学法律科を卒業した。弁護士となり、1936年に東京弁護士会副会長に就任した。その他、日本弁護士協会理事、日満法曹協会理事、大東亜法曹協会理事などを務めた。
戦後、1947年4月の第23回衆議院議員総選挙に自由党公認で愛媛県第3区から出馬して当選。第24回総選挙では落選したが、1952年10月の第25回総選挙で再選された。1953年4月の第26回総選挙で落選し、衆議院議員に2期在任した。この間、衆議院懲罰委員会委員長、同考査特別委員会顧問、同委員会事務局長を務めた。

## 著作
編著
- 『スト騒擾事件の顛末 : 考査特別委員会の報告』労務行政研究所、1949年。